# Gyimesi László (labdarúgó)
Gyimesi László (Budapest, 1957. szeptember 8. –) válogatott magyar labdarúgó, középpályás.

## Pályafutása

### A válogatottban
1978 és 1988 között 12 alkalommal szerepelt a válogatottban és 1 gólt szerzett. Kétszeres olimpiai válogatott (1984).

## Sikerei, díjai
- Magyar bajnokság
  - bajnok: 1979–80, 1983–84, 1984–85, 1985–86, 1987–88
  - 2.: 1977–78
  - 3.: 1982–83
- Magyar kupa (MNK)
  - győztes: 1985
  - döntős: 1983, 1988
- UEFA-kupa
  - negyeddöntős: 1978–79

## Statisztika

### Mérkőzései a válogatottban
| Magyarország | Magyarország         | Magyarország                      | Magyarország | Magyarország | Magyarország  | Magyarország       | Magyarország | Magyarország |
| #            | Dátum                | Helyszín                          | Hazai        | Eredmény     | Vendég        | Kiírás             | Gólok        | Esemény      |
| ------------ | -------------------- | --------------------------------- | ------------ | ------------ | ------------- | ------------------ | ------------ | ------------ |
| 1.           | 1978. szeptember 20. | Helsinki, Olimpiai Stadion        | Finnország   | 2 – 1        | Magyarország  | Eb-selejtező       | -            |              |
| 2.           | 1978. október 11.    | Budapest, Népstadion              | Magyarország | 2 – 0        | Szovjetunió   | Eb-selejtező       | -            | 86'          |
|              | 1979. április 18.    | Pitești                           | Románia      | 2 – 0        | Magyarország  | olimpiai selejtező | -            |              |
| 3.           | 1984. március 31.    | Szabadka, Szpartak Stadion        | Jugoszlávia  | 2 – 1        | Magyarország  | barátságos         | 1            | 75' 86'      |
| 4.           | 1984. április 4.     | Isztambul, Beşiktaş İnönü Stadion | Törökország  | 0 – 6        | Magyarország  | barátságos         | -            | 66'          |
|              | 1984. április 11.    | Budapest, Megyeri úti stadion     | Magyarország | 1 – 1        | Bulgária      | olimpiai selejtező | -            |              |
|              | 1984. április 25.    | Moszkva, Luzsnyiki Stadion        | Szovjetunió  | 0 – 1        | Magyarország  | olimpiai selejtező | -            | 46'          |
| 5.           | 1984. május 31.      | Budapest, Üllői úti Stadion       | Magyarország | 1 – 1        | Spanyolország | barátságos         | -            | 70'          |
| 6.           | 1984. június 6.      | Brüsszel, Heysel Stadion          | Belgium      | 2 – 2        | Magyarország  | barátságos         | -            | 46'          |
| 7.           | 1985. október 16.    | Cardiff, Ninian Park              | Wales        | 0 – 3        | Magyarország  | barátságos         | -            | 46'          |
| 8.           | 1985. december 9.    | Irapuato (MEX)                    | Magyarország | 1 – 0        | Dél-Korea     | barátságos         | -            | 46'          |
| 9.           | 1987. július 28.     | Lipcse, Zentralstadion            | NDK          | 0 – 0        | Magyarország  | barátságos         | -            | 67'          |
| 10.          | 1988. március 16.    | Budapest, Népstadion              | Magyarország | 1 – 0        | Törökország   | barátságos         | -            | 46'          |
| 11.          | 1988. március 26.    | Brüsszel, Heysel Stadion          | Belgium      | 3 – 0        | Magyarország  | barátságos         | -            | 59'          |
| 12.          | 1988. szeptember 21. | Reykjavík, Laugardarsvöllur       | Izland       | 0 – 3        | Magyarország  | barátságos         | -            | 46'          |
|              | Összesen             |                                   |              | 12           | mérkőzés      |                    | 1            | gól          |